# بلدة ليكتاون (ميشيغان)
ليكتاون (بالإنجليزية: Laketown Township, Michigan)‏ هي بلدة تقع بولاية ميشيغان في الولايات المتحدة. تبلغ مساحتها 56.1 (كم²)، وترتفع عن سطح البحر 220 م، بلغ عدد سكانها 5505 نسمة في عام تعداد الولايات المتحدة 2010 حسب إحصاء مكتب تعداد الولايات المتحدة وتصل الكثافة السكانية فيها 98.6 نسمة/كم2.

## وصلات خارجية
- www.laketowntwp.org
- The US50 - Cities and Towns in Michigan State
- Michigan Cities and Towns, Facts, Map, Flag, Colleges, Government, and More